# Epipolasis suluensis
Epipolasis suluensis är en svampdjursart som först beskrevs av Wilson 1925.  Epipolasis suluensis ingår i släktet Epipolasis och familjen Halichondriidae.
Artens utbredningsområde är Filippinerna. Inga underarter finns listade i Catalogue of Life.